# Залізниця Берестя — Холм
Залізниця Берестя — Холм — одноколійна неелектрифікована залізнична лінія між білоруським Берестям та польським Холмом́ завдовжки 111 км (у Польщі шириною 1435 мм, у Білорусі — 1520 мм).
У 1887 році, з початку введення в експлуатацію суцільна, а з вересня 1939 року складається з двох дільниць у двох сусідніх країнах: Берестя — Влодава на території Білорусі та Влодава — Холм у Польщі.

## Історія
Залізниця побудована за часів Російської імперії, яка тоді володіла територією Польщі, як відгалуження від Варшавсько-Тереспільської залізниці на кошти приватного капіталу. Ширина колії становила, як і скрізь у Росії, 1524 мм. З 1896 року у складі Привіслянської залізниці. Початкове призначення залізниці — для мілітарних цілей. З 1902 року стала двоколійною (обидві колії — 1524 мм). Під час Першої світової війни ширину колії змінено на європейський стандарт — 1435 мм.
По завершенні Першої світової війни залізниця перейшла у підпорядкування Польщі та її залізничного відомства — Польські державні залізниці. Здійснювався пасажирський рух, перевезення вантажів, зокрема, деревини, хоча, основне призначення лінії лишалось стратегічним.
У вересні 1939 року німецька авіація зруйнувала станцію Влодава і міст через річку Західний Буг, після чого залізниця стала розділена на дві дільниці. Під час Другої світової війни використовувалась для перевезення в'язнів у концентраційний табір Собібор, а також була об'єктом нападу партизан. У 1944 році на території Польщі радянська армія одна колія переобладнана на ширину 1524 мм, інша залишилась європейською.

## Після Другої світової війни
Чергові зміни настали по завершенні Другої світової війни. Оскільки рішенням Ялтинської конференції територія на схід від річки Західний Буг стала підпорядковуватися СРСР, а на захід від Бугу — Польській Народній Республіці, то, відповідно, радянська частина лінії була перешита на 1524 мм, а іншу колію розібрали, тобто, залізниця стала одноколійною. За часів Радянського Союзу ця лінія підпорядковувалася Міністерству шляхів сполучення та використовувалася для вантажних та пасажирських потреб на території між Берестям та агромістечком Томашівка, де була кінцева станція Влодава.
На дільниці завдожки понад 64 км була лише одна проміжна станція — Дубиця.
З 1970-х років колію перешили з 1524 мм на 1520 мм.
Дільниця обслуговувалась паровозами, а пізніше тепловозами, локомотивного депо станції Берестя-Центральний.

### Білоруська дільниця
З грудня 1991 року дільниця Берестя — Влодава передана у підпорядкування Білоруської залізниці.
Як і за часів СРСР, пасажирське перевезення здійснюються дизель-поїздами ДР1 різних модифікацій.
Технічний стан залізничного полотна колії задовільний. Протяжність дільниці Берестя — Влодава становить 64,7 км.

#### Станції Білоруської залізниці
| Станція             | Фото | Примітки |
| ------------------- | ---- | --- |
| Берестя-Центральний |      | Звідси відходять приміські поїзди, є великою вузловою станцією, яка має електрифікована змінним струмом (~25 кВ).          |
| Берестя-Поліський   |      | Колійний розвиток станції складається з 19 колій.                                                                          |
| Берестя-Південний   |      | Саме від цієї станції відгалужується лінія на Влодаву, станція має 4 колії.                                                |
| Бернади             |      | Вантажна станція, що обслуговує нафтовий термінал.                                                                         |
| Дубиця              |      | Станція має три колії, рампу, а також оригінальну будівлю вокзалу.                                                         |
| Влодава             |      | З вересня 1939 року є кінцевою станцією. Має мурований вокзал, три колії, під'їзні колії, зокрема, до зернового терміналу. |

### Польська дільниця
Польська дільниця залізниці Берестя — Володава була укладена наступним чином. Оскільки річка Західний Буг стала кордоном, то потрібно було будувати кінцеву станцію. Нова станція Володава була побудована в селі Орховек, за 4 км від центру міста Володава. Широку колію було розібрано. У загальнопольській нумерації залізничних ліній надали № 81.
Проміжними станціями є Руда-Опалин, Угруськ та Собібур. Регулярне пасажирське сполучення з квітня 2000 року не здійснювалося. З серпня 2012 року було відновлено сезонний пасажирський рух рейковими автобусами польського виробництва Pesa.
Дільниця обслуговувалась раніше паровозами, а згодом тепловозами локомотивних депо Холма та Любліна. З жовтня 2001 року підпорядкована компанії Польські залізничні лінії.
Технічний стан залізничного полотна колії проблемний, швидкість руху обмежена 40 км/год. Протяжність дільниці Холм — Влодава становить 44,8 км.

#### Станції Польських державних залізниць
| Станція     | Фото | Примітки |
| ----------- | ---- | --- |
| Влодава     |      | Прикордонна кінцева станція, має 3 колії, рампу, мурований будинок вокзалу. |
| Собібур     |      | Станція має 2 колії, рампу. |
| Угруськ     |      | Має 3 колії. |
| Руда-Опалин |      | Має 3 колії. |
| Холм        |      | Вузлова залізнична станція, електрифікована постійним струмом (=3 кВ), орім напрямку до станції Влодави. Від станції відгалужуються лінії до Любліна та Дорогуська. На станції 12 колій (1435 мм), та 2 колії (1520 мм). Є ві вантажні рампи для перевантажування, невелике локомотивне депо, парк пасажирських вагонів з мийкою, пункт перестановки колісних пар (використовується для локомотивів), паливний склад. Пасажиропотік становить близько 1 млн пасажирів на рік. Від станції Холм до станції Люблін-Головний щоденно курсують близько 20 поїздів. |

## Галерея

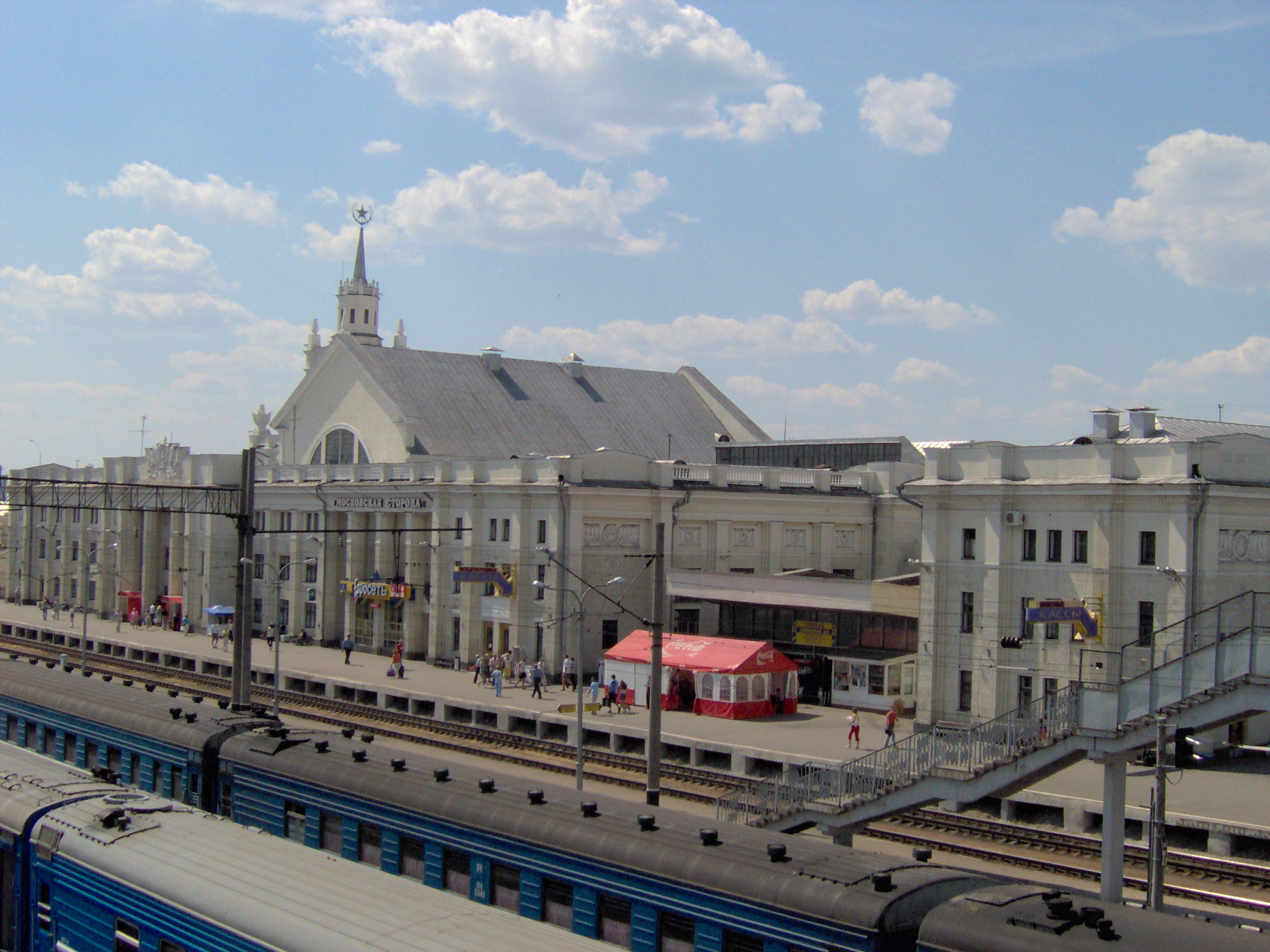
Вокзал станції Берестя-Центральний
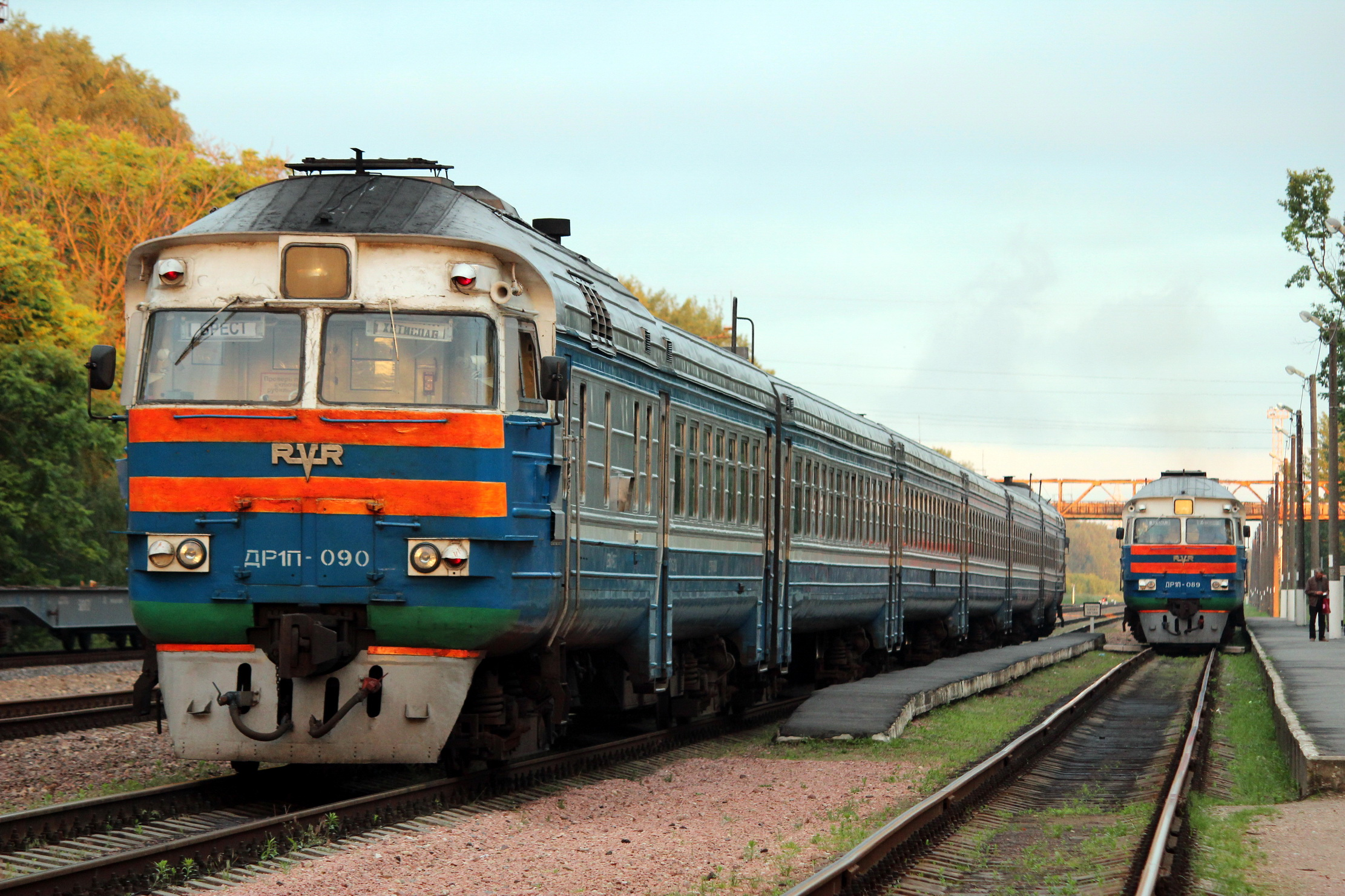
Дизель-поїзд ДР1П на станції Берестя-Південний
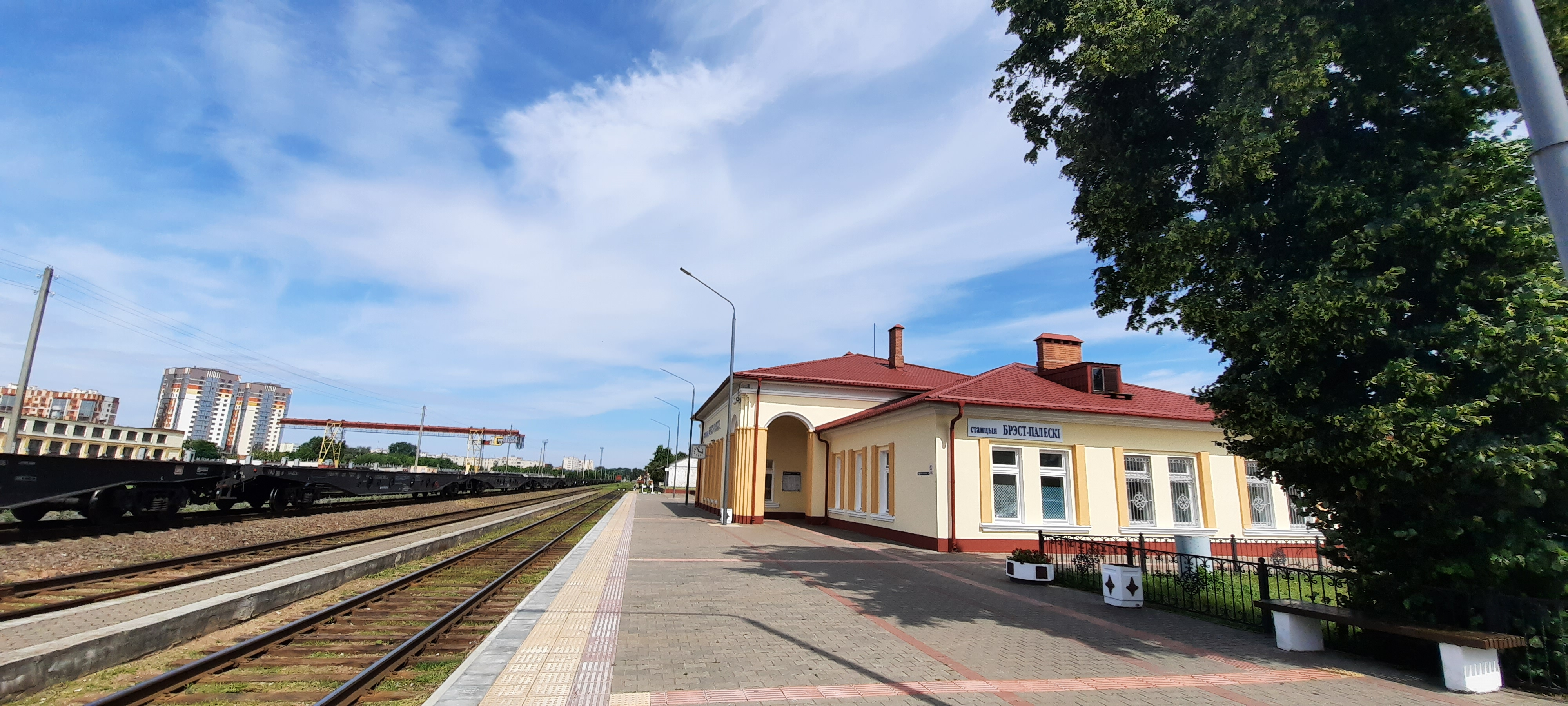
Вокзал станції Берестя-Поліський